# Дхармендер Далал
Дхармендер Далал (англ. Dharmender Dalal; нар. 30 вересня 1984) — індійський борець греко-римського стилю, срібний призер чемпіонату Азії, дворазовий срібний призер чемпіонатів Співдружності, бронзовий призер Ігор Співдружності.

## Життєпис
Боротьбою почав займатися з 1997 року.
Виступав за борцівський клуб Делі. Тренер — Капітон Чандрвоп (з 1997).

### Нагороди
У 2011 році за спортивні досягнення був нагороджений премією «Арджуна».

## Спортивні результати на міжнародних змаганнях

### Виступи на Чемпіонатах світу
| Змагання                        | Збірна | Вагова категорія                  | Місце |
| ------------------------------- | ------ | --------------------------------- | ----- |
| Чемпіонат світу з боротьби 2009 | Індія  | греко-римська боротьба, до 120 кг | 23    |
| Чемпіонат світу з боротьби 2010 | Індія  | греко-римська боротьба, до 120 кг | 28    |
| Чемпіонат світу з боротьби 2014 | Індія  | греко-римська боротьба, до 130 кг | 22    |

### Виступи на Чемпіонатах Азії
| Змагання                       | Збірна | Вагова категорія                  | Місце  |
| ------------------------------ | ------ | --------------------------------- | ------ |
| Чемпіонат Азії з боротьби 2009 | Індія  | греко-римська боротьба, до 120 кг | Срібло |
| Чемпіонат Азії з боротьби 2010 | Індія  | греко-римська боротьба, до 120 кг | 5      |

### Виступи на Азійських іграх
| Змагання           | Збірна | Вагова категорія                  | Місце |
| ------------------ | ------ | --------------------------------- | ----- |
| Азійські ігри 2006 | Індія  | греко-римська боротьба, до 120 кг | 10    |
| Азійські ігри 2010 | Індія  | греко-римська боротьба, до 120 кг | 5     |
| Азійські ігри 2014 | Індія  | греко-римська боротьба, до 130 кг | 9     |

### Виступи на Іграх Співдружності
| Змагання                | Збірна | Вагова категорія                  | Місце  |
| ----------------------- | ------ | --------------------------------- | ------ |
| Ігри Співдружності 2010 | Індія  | греко-римська боротьба, до 120 кг | Бронза |

### Виступи на Чемпіонатах Співдружності
| Змагання                                | Збірна | Вагова категорія                  | Місце  |
| --------------------------------------- | ------ | --------------------------------- | ------ |
| Чемпіонат Співдружності з боротьби 2007 | Індія  | греко-римська боротьба, до 120 кг | Срібло |
| Чемпіонат Співдружності з боротьби 2011 | Індія  | греко-римська боротьба, до 120 кг | Срібло |

### Виступи на інших змаганнях
| Змагання                                                        | Збірна | Вагова категорія                  | Місце |
| --------------------------------------------------------------- | ------ | --------------------------------- | ----- |
| Міжнародний меморіал Дейва Шульца 2009                          | Індія  | греко-римська боротьба, до 120 кг | 6     |
| Гран-прі Німеччини з боротьби 2009                              | Індія  | греко-римська боротьба, до 120 кг | 13    |
| Міжнародний меморіал Дейва Шульца 2010                          | Індія  | греко-римська боротьба, до 120 кг | 4     |
| Олімпійський кваліфікаційний турнір з боротьби 2012 (Гельсінкі) | Індія  | греко-римська боротьба, до 120 кг | 15    |

### Виступи на змаганнях молодших вікових груп
| Змагання                                      | Збірна | Вагова категорія                  | Місце |
| --------------------------------------------- | ------ | --------------------------------- | ----- |
| Чемпіонат Азії з боротьби серед кадетів 2000  | Індія  | греко-римська боротьба, до 100 кг | 4     |
| Чемпіонат Азії з боротьби серед кадетів 2001  | Індія  | греко-римська боротьба, до 100 кг | 7     |
| Чемпіонат Азії з боротьби серед юніорів 2002  | Індія  | греко-римська боротьба, до 120 кг | 7     |
| Чемпіонат світу з боротьби серед юніорів 2003 | Індія  | греко-римська боротьба, до 120 кг | 17    |
| Чемпіонат Азії з боротьби серед юніорів 2004  | Індія  | греко-римська боротьба, до 120 кг | 5     |